# Ülo Tuulik
Ülo Tuulik  (Abruka-sziget, 1940. február 22. –) észt író. Jüri Tuulik író ikertestvére.

## Élete
Tanítócsaládban született a kis észt Abruka-szigetén, Saaremaa közelében. Jüri Tuulik író ikertestvére. A középiskola elvégzése után észt filológiát tanult a Tartui Egyetemen. Ezután újságíróként dolgozott Tallinnban, különféle irodalmi folyóiratok szerkesztőjeként. 1971-től szabadfoglalkozású író. 1986 és 1992 között az Észt Írók Szövetségének igazgatósági titkára volt.
Többször vett részt hosszabb tengeri utazáson, irodalmi műveinek főleg az itt átélt élmények adtak témát. 
Nagy sikert hozott a számára az 1974-ben megjelent regénye, a Sõja jalus (A boróka az aszályt is állja). Ebben leírja a Saaremaa és a Sõrve-félsziget lakosainak kényszerű áttelepítését a német megszálló erők által 1944 őszén. A regény saját sorsát dolgozza fel, mivel őt is kitoloncolták a nácik az otthonából, és csak 1945 nyarán tudott visszatérni.
Eri Klasiga Kielis című novellája 2006-ban megkapta a Friedebert Tuglas-díjat.

## Művei
- Sõja jalus (regény, 1974) A boróka az aszályt is állja

### Útikönyvek
- Aafrika kuum meri (1965) Afrikai forró tenger
- Atlandi kirjad (1979) Atlanti levelek
- Kõrge taevas (1985) Magasan az égen

### Novellagyűjtemények
- Vihm Gibraltaris (1972) Eső Gibraltárban
- Atlandi kirjad (1979) Atlanti levelek

### Antológia
- Kuidas Kuulata Tormi (1980) Hogyan kell a vihart hallgatni

## Magyarul
- Fehérvári Győző (szerk.): A szélőrlő – Észt elbeszélők[3] [4] (Európa Könyvkiadó, Budapest, 1981) ISBN 9630720779

## Díjai, elismerései
- Juhan Smuul éves irodalmi díj és ÜLKNÜ irodalmi díj: Sõja jalus (1975)
- Juhan Smuul éves irodalmi díj: Kõrge taevas (1985)
- Az Észt Szovjet Szocialista Köztársaság érdemes írója (1986)
- Friedebert Tuglas díja: Eri Klasiga Kielis (2006)
- Hendrik Krumm kulturális díj (2015)

## Fordítás
- Ez a szócikk részben vagy egészben  az   Ülo Tuulik című német Wikipédia-szócikk ezen változatának fordításán alapul.  Az eredeti cikk szerkesztőit annak laptörténete sorolja fel. Ez a jelzés csupán a megfogalmazás eredetét és a szerzői jogokat jelzi, nem szolgál a cikkben szereplő információk forrásmegjelöléseként.